# Казанцев, Василий Тихонович
Василий Тихонович Казанцев (19 октября 1920 года, село Сугояк, Челябинская область — 13 мая 1945 года, Берлин) — участник Великой Отечественной войны, разведчик-наблюдатель 1955-го истребительно-противотанкового артиллерийского полка 40-й отдельной истребительно-противотанковой артиллерийской бригады 3-й ударной армии 1-го Белорусского фронта, гвардии ефрейтор, Герой Советского Союза. Одним из первых водрузил красное знамя на здании рейхстага в ходе штурма рейхстага.

## Биография

Памятник Героям СССР и Соцтруда в с. Миасское

Родился 19 октября 1920 года в селе Сугояк ныне Челябинской области. Окончил 5 классов и курсы трактористов, работал в колхозе имени С. М. Кирова. В РККА с сентября 1940 года, участник Великой Отечественной войны с июня 1941 года.
Ефрейтор Казанцев В. Т. отличился в боях за Берлин в составе штурмовой группы 79-го стрелкового корпуса. Одним из первых прорвался на крышу Рейхстага и установил Красное Знамя.
Был ранен в бою, скончался 13 мая 1945 года. Похоронен в местечке Зеефельд недалеко от Берлина.
В селе Сугояк в честь героя названа улица и установлен памятник. Упомянут на обелиске Героям СССР и Соцтруда в с. Миасское Челябинской области.

## Награды
- Медаль «Золотая Звезда»[3].
- Орден Ленина[3].
- Орден Славы II степени[1].
- Орден Славы III степени[4].